# Kroeshaar

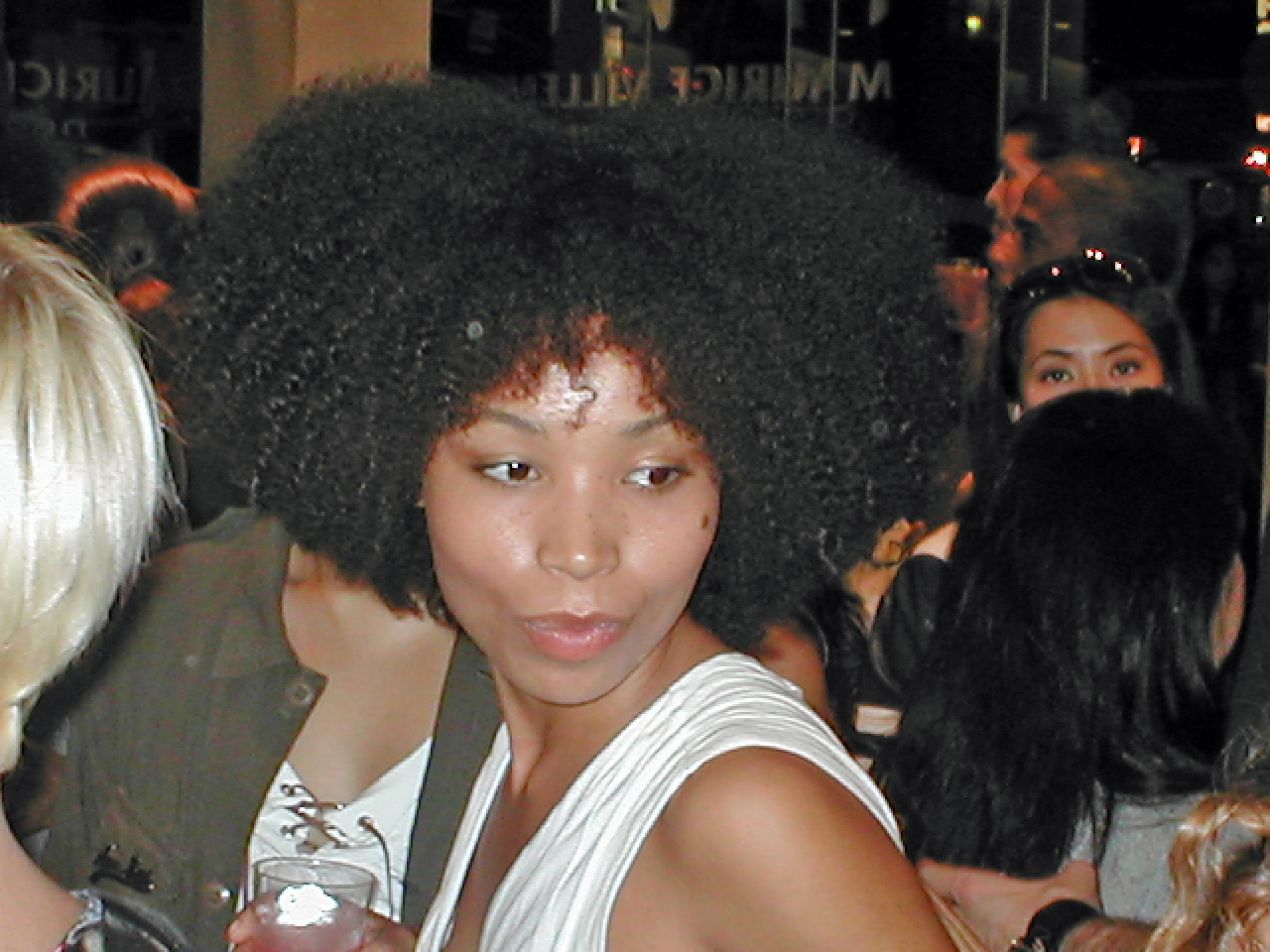
Jonge vrouw met kroeshaar

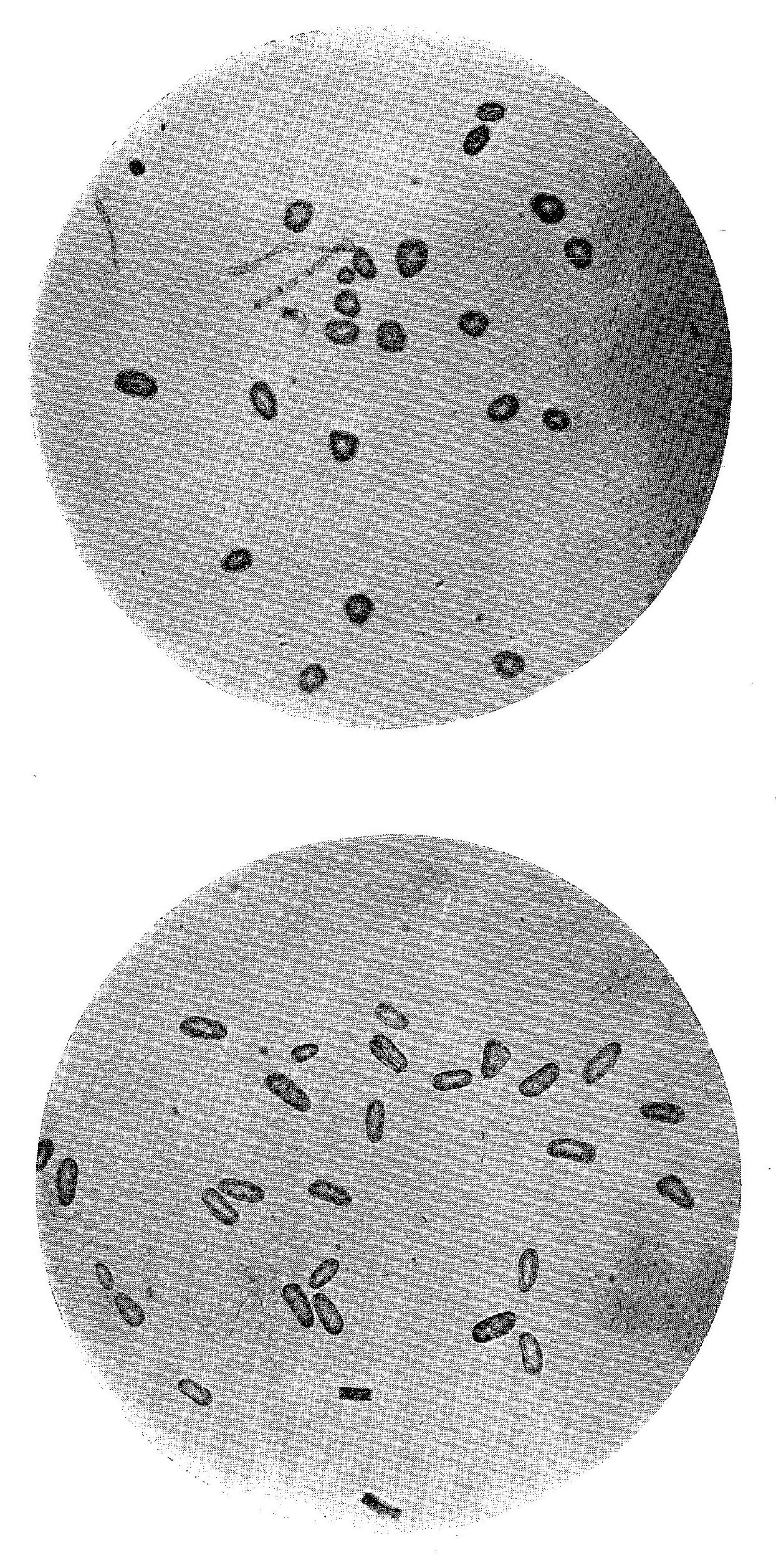
Doorsnede van sluik haar dat rond (boven) en kroeshaar dat ovaalvormig in doorsnede is (onder).

Kroeshaar is dicht ineengekruld hoofdhaar. De haren hebben veel heel kleine krulletjes, die zich 'opstapelen' zodat het een dichte massa is. Het haar is typerend voor veel zwarte mensen met een Afrikaanse of een Melanesische achtergrond. Specifieke kapsels zijn het afrokapsel, dreadlocks, vlechten en bantuknopen. Ook kan kroeshaar door kortstondige verhitting of een chemische behandeling steil gemaakt worden.

## Eigenschappen
Kroesharen krijgen de krulvormigheid mee vanuit het haarzakje. Hieruit groeien de haren ellipsvormig in doorsnee, in tegenstelling tot steil haar dat rond in doorsnede is. Door de ellipsvormigheid gedraagt het haar zich als een cadeaulint dat spiraalvormig krult. Een kroeshaar is niet op iedere plek even dik, maar kent plattere delen wat het haar op die punten extra krullerig maar ook breekbaar maakt. Door de spiraalvormige structuur kent kroeshaar een hoge elasticiteit. De spiraalstructuur zorgt ook voor een krimpvariatie van het haar, bijvoorbeeld als nat haar opdroogt.
Kroeshaar is dunner dan sluik haar en over het algemeen iets dikker in diameter bij mannen dan bij vrouwen. Over het algemeen is kroeshaar vrij droog. Dat is enerzijds genetisch bepaald doordat de hoofdhuid bij mensen met een donkere huid minder talg (sebum) aanmaakt, anderzijds kan het door de hoofdhuid aangemaakte talg zich slechter verspreiden in vergelijking met steil haar dat plat op de huid ligt.

## Ontkroezen ('relaxen')
Kroeshaar behoudt haar krullen door het keratine dat met moleculaire ketens aan elkaar is verbonden. Deze verbindingen kunnen aangepast worden, dat wil zeggen tijdelijk onderbroken worden waarna ze zich op een andere wijze herschikken. Er zijn drie verschillende verbindingen die ieder voor ongeveer een derde verantwoordelijk zijn voor de haarstructuur: waterstofbruggen, zoutbruggen en zwavelbruggen. 
Waterstofbruggen zijn het meest flexibel om aan te passen, namelijk door het nat maken en verhitten van haar. Het aanpassen hiervan om krullen te krijgen staat bekend als watergolven. Bij het afkoelen worden opnieuw waterstofbruggen gevormd, maar in de gewenste vorm en fixeert op die manier het haar. Het haar is echter gevoelig voor water en vochtige lucht, waardoor het weer de vorm verliest.
Het aanpassen van de zwavelbruggen daarentegen kan alleen met chemische middelen plaatsvinden. Hierbij worden de zwavelverbindingen door een chemisch middel verbroken. Deze verbindingen blijven vervolgens permanent verbroken en het haar blijft permanent steil, vergelijkbaar met een permanente haargolf.
Het steil maken van kroeshaar wordt in het Engels 'straightening' of 'relaxing' genoemd, en deze termen worden ook in het Nederlands wel gebruikt.

## Sport
Water en aantasting door chloorbleekloog in zwembaden kunnen een verzorgd kroeshaarkapsel uit model krijgen. Vanwege de droogheid treedt dit effect bij kroeshaar meer op dan bij steil haar. Om dit effect tegen te gaan is direct na het zwemmen intensieve verzorging van het haar nodig. De BBC stelde in 2021 dat het de belangrijkste reden zou zijn dat vrouwen met een Afrikaanse achtergrond substantieel minder zwemmen.
Bij de Olympische Zomerspelen 2020 werd gevraagd om toelating van grotere badmutsen, geschikt voor kroeshaar, voor gebruik bij de zwemwedstrijden, maar deze werden door de internationale zwembond FINA (Fédération Internationale de Natation) geweigerd met als argument dat de muts niet zou passen op "de natuurlijke vorm van het hoofd" en als toelichting dat er nog nooit eerder atleten die aan internationale wedstrijden meedoen een muts van een dergelijke maat en vorm hadden gebruikt of er om hadden gevraagd.

## Haardiscriminatie
Het komt voor dat werkgevers, sportorganisaties, uitgaansgelegenheden en scholen bepaalde voor kroeshaar typerende haardracht zoals afrokapsels, vlechtjes of dreadlocks niet toestaan of afkeuren, met als argument dat deze haardracht niet representatief zou zijn.

### Nederland
Omdat kroeshaar in sterke mate bepalend is voor de haardracht, is onderscheid hierop volgens het College voor de Rechten van de Mens een indirect onderscheid op grond van ras zoals gedefinieerd in de Algemene wet gelijke behandeling en niet toegestaan. Zo weigerde in 2009 een Haagse balletopleiding onterecht een Surinaams meisje dat geen strak steil haar, maar vlechtjes in een knot droeg.

### Verenigde Staten
In de Verenigde Staten hebben per juni 2021 13 staten en 28 gemeenten specifieke wetgeving aangenomen tegen discriminatie van met name Afro-Amerikanen op basis van kroeshaar. De eerste wet op dit gebied werd op 27 juni 2019 in Californië aangenomen; de Create a Respectful and Open Workplace for Natural Hair-act (CROWN). Dergelijke wetgeving werd geïntroduceerd omdat anti-discriminatiewetgeving alleen van toepassing was op onveranderlijke uiterlijke kenmerken en niet op veranderbare kenmerken zoals haardracht.

### Wetenschappelijk onderzoek
Mensen met kroeshaar zijn vaak uitgesloten van wetenschappelijk onderzoek op basis van Elektro-encefalografie (EEG) omdat de reguliere elektroden niet dicht tegen de hoofdhuid kunnen worden bevestigd waardoor de impedantie te hoog is om de hersengolven te meten.